# تشارلز جونسون (سياسي)
تشارلز جونسون (بالإنجليزية: Charles Johnson)‏ هو سياسي أمريكي، ولد في 1752 في الولايات المتحدة، وتوفي في 23 يوليو 1802. انتخب عضو مجلس ولاية كارولاينا الشمالية وانتخب عضو مجلس النواب الأمريكي.